# Ano Internacional das Fibras Naturais
A Assembleia Geral das Nações Unidas declarou o ano de 2009 como o Ano Internacional das Fibras Naturais. A proposta para este ano é originária da International FAO numa reunião conjunta do Grupo Intergovernamental sobre Fibras e o Hard Grupo Intergovernamental sobre a Juta, em 2004, e foi apoiado pela Conferência da FAO em 2005.
O ano internacional é dedicado às fibras naturais, de origem vegetal e animal, bem como as suas utilizações. O ano é esperado para elevar o perfil das fibras naturais; será baseado na cooperação entre os produtores de todas as fibras naturais e dará ênfase a qualidades positivas das fibras naturais.
Os objectivos do Ano Internacional das Fibras Naturais são:
- Sensibilizar e estimular a procura de fibras naturais;
- Encorajar respostas políticas adequadas por parte dos governos para os problemas enfrentados pelas indústrias de fibras naturais;
- Promover uma efectiva e duradoura parceria internacional entre as diversas indústrias de fibras naturais;
- Promover a eficiência e sustentabilidade das indústrias de fibras naturais.